# Sacred Spirit
Sacred Spirit è un gruppo musicale creato dal tedesco Claus Zundel che è conosciuto anche per un altro progetto: B-Tribe. Il genere musicale è: electronic, new age, world, ambient, house, jazz e blues. I Sacred Spirit sono il progetto di Zundel più riuscito, con un totale di dischi venduti che supera i 15 milioni. Il gruppo ha donato una parte del ricavato alla fondazione no-profit Native American Rights Fund, organizzazione che si occupa dei diritti dei nativi indiani d'America.

## Discografia

### Album

#### 1995 -Chants and Dances of Native Americans
1. Intro & Prelude (How the West was Lost)               3.00
2. Tor-Cheney-Nahana (Winter Ceremony)                   6.58
3. Ly-O-Lay Ale Yoya (The counterclockwise circle dance) 5.14
4. Ya-Na-Hana (Celebrate Wild Rice)                      7.05
5. Dawa (The Cradlesong)                                 4.18
6. Gitchi-Manidoo (Advice for the Young)                 6.01
7. Yeha-Noha (Wishes of happiness and prosperity)        4.02
8. Ta-Was-Ne (Elevation)                                 2.38
9. Heya-Hee (Intertribal song to stop the rain)          7.37
10. Shamanic Chant No. 5 (Heal the soul)                 1.31
11. Yo-Hey-O-Hee (Brandishing the Tomahawk)              6.16

#### 1997 -Culture Clash(Sacred Spirit 2)[1]( Belgio #42, Austria #43, Svezia #53, Olanda #59 )
1. Intro 1:55
2. Culture Clash 4:32
3. Lay Down 4:40
4. On the Road 4:14
5. Legends 7:02
6. i. No More Cotton, ii. Interlude To Be a Slave 3:45
7. The Sun Won't Walk no More 7:46
8. Black Progress 3:18
9. Roots 6:38
10. Babes in the Juke House 3:20
11. i. Brownsville, Tennessee (instr.), ii. Interlude To Be a Slave #2 5:14
12. Slow and Easy 3:15
13. Sonnet XVIII 4:07

#### 2000 -More Chants and Dances of Native Americans(Sacred Spirit II)[2]( Italia #14, Francia #37, Olanda #88)
1. Intro: Gods & Heroes 1:31
2. Looking for north 4:18
3. Dela Dela 4:41
4. Land Of Promise. Mp3.Temp 5:47
5. The State of Grace 4:26
6. Yane - Heja - Hee 4:49
7. A - la - Ke 4:42
8. May you walk in sunshine 3:57
9. The Spirit 3:03
10. O - Loa - Ki - Lee 3:18
11. That Noble Dream 4:51
12. The Sad Eyed Chief 4:03

#### 2003 -Jazzy Chill Out(Sacred Spirit Vol.8)[3][4]
1. You're Gonna Love (feat. Tampa Red) (Theme from Vangelis  Ask The Mountains)
2. Luck (feat. Lightning Hopkins)
3. Da Cool (feat. Anita O'Day)
4. The Roots
5. A New Dawn (feat. Carla Rums)
6. 03.1 Last Nite (feat. Lightning Hopkins)
7. The Last Unicorn (edit)
8. Love Comes My Way (feat. Ela Fitzgerald)
9. The Sun (feat. John Lee Hooker)
10. Chillin'
11. Some Like It Easy (feat. John Lee Hooker)
12. That "rive gauche" - Vibe

#### 2003 -Bluesy Chill Out(Sacred Spirit Vol.9)[5][6]
1. Driftin'
2. This Earth
3. Interlude: The Wide Open
4. Black Rain
5. Love Is Blind
6. Down In Louisiana
7. Interlude:  The Loneliness of the Slide Guitar
8. That's Right
9. My Mother Told Me
10. Oh Yeah
11. Wasteland
12. Why

## Controversie
La canzone The Counterclockwise Circle Dance del primo album, presentata come un canto dei nativi americani, in realtà è tratta da uno joik del popolo Sami (Normo Jovnna, di Terje Tretnes), registrata nel 1994 da un canale televisivo olandese durante un'intervista come esempio di joik. Anche se i responsabili di tale emittente lo hanno negato, la registrazione venne venduta allo studio di registrazione della Virgin nei Paesi Bassi. L'organizzazione Sami chiamata Sámi kopiija ha presentato richiesta per l'ottenimento dei diritti d’autore dalla Virgin Records, ma fino ad oggi non lo ha ottenuto.